# Districtul Tabelbala
Tabelbala este un district din provincia Tabelbala, Algeria.